# Primäre Gesundheitsversorgung
Als Primäre Gesundheitsversorgung (englisch: Primary health care; französisch: Soins de santé primaires) bezeichnet die Weltgesundheitsorganisation ein gesamtgesellschaftliches Gesundheitskonzept, das darauf abzielt, das höchstmögliche Maß an Gesundheit und Wohlbefinden und dessen gerechte Verteilung zu gewährleisten. „Um dieses Ziel zu erreichen, muss den Bedürfnissen der Menschen in der gesamten Versorgungskette von der Gesundheitsförderung und Krankheitsprävention bis hin zur Behandlung, Rehabilitation und Palliativversorgung Priorität eingeräumt werden. Dies soll frühestmöglich und so nah wie möglich an der Alltagsumgebung der Menschen geschehen“, so die WHO.
In diesem Sinne stellt die Primäre Gesundheitsversorgung das erste Element eines kontinuierlichen Prozesses gesundheitlicher Versorgung dar. Sie erfolgt niedrigschwellig, wohnort- und bedarfsnah. Nach Vorstellung der WHO beschreibt der Begriff Primary health care eine gesundheitliche Basisversorgung, die in allen Ländern gegeben sein sollte.

## Hintergrund
Im Jahr 1978 erklärte die WHO in der Deklaration von Alma-Ata Gesundheit zu einem Menschenrecht. In dieser Erklärung wird der Begriff der Primary Health Care (offizielle deutschsprachige Übersetzung: Primäre Gesundheitsversorgung) geprägt.„Primary Health Care“ wird als essential health care (grundlegende oder unentbehrliche Gesundheitsversorgung begriffen, „die (a) auf praktikablen, wissenschaftlich fundierten sowie gesellschaftlich akzeptierten Methoden und Technologien basiert, (b) für jedermann zugänglich ist, (c) Eigenverantwortung, Selbstbestimmung und vollständige Beteiligung der Betroffenen berücksichtigt, (d) sowie zu erschwinglichen Kosten für Gemeinschaft und Land erreichbar ist.“

## Elemente der Primären Gesundheitsversorgung
Die Primäre Gesundheitsversorgung gemäß dem Konzept der WHO
- berücksichtigt die wichtigsten gesundheitlichen Problemen in der Gesellschaft und stellt die erforderlichen Gesundheitsförderungs-, Präventions-, Behandlungs- und Rehabilitationsangebote bereit;

- beinhaltet mindestens folgende Elemente: Aufklärung, Information und Schulung in Bezug auf vorherrschende Gesundheitsprobleme und die Methoden zu ihrer Verhütung und Bekämpfung; Förderung der Nahrungsmittelversorgung und einer angemessenen Ernährung; eine ausreichende Versorgung mit sauberem Wasser und sanitären Anlagen; Gesundheitsschutz für Mütter und Kinder, einschließlich Familienplanung; Impfung gegen die wesentlichen Infektionskrankheiten; Prävention und Bekämpfung endemischer Krankheiten; angemessene Behandlung der häufigsten Krankheiten und Verletzungen; und Versorgung mit unentbehrlichen Arzneimitteln;

- bezieht neben dem Gesundheitsbereich auch alle damit verbundenen Bereiche der staatlichen Entwicklung ein, insbesondere Landwirtschaft, Viehzucht, Ernährung, Industrie, Bildung, Wohnungsbau, öffentliche Dienstleistungen, Medien, und setzt sich für aufeinander abgestimmte Anstrengungen in all diesen Bereichen ein;
- erfordert und fördert bei Individuum und Gesellschaft ein Höchstmaß an Eigenverantwortung und Beteiligung in der Gesundheitsversorgung und entwickelt zu diesem Zweck durch angemessene Gesundheitserziehung der Bevölkerung deren Fähigkeit zu einer aktiven Beteiligung;
- sollte durch integrierte, funktionsfähige und einander unterstützende Überweisungssysteme aufrechterhalten werden, die eine allmähliche Verbesserung der umfassenden Gesundheitsversorgung für alle ermöglichen und den am meisten Bedürftigen Vorrang einräumen;
- ist auf der lokalen Ebene und bei Überweisungen auf Gesundheitsfachkräfte wie Ärzteschaft, Pflegekräfte, Hebammen, weitere Gesundheits- und Sozialfachleute angewiesen, die angemessen für die Arbeit im Team und für einen angemessenen Umgang mit den gesundheitlichen Bedürfnisse der Bevölkerung geschult sein müssen.

Primäre Gesundheitsversorgung bildet einen integralen Bestandteil sowohl im Gesundheitssystem eines Landes, dessen zentrale Aufgabe und hauptsächlichen Schwerpunkt sie darstellt, als auch in der sozialen und wirtschaftlichen Entwicklung der Bevölkerung insgesamt. Sie ist die erste Ebene, auf der Einzelpersonen, Familien und die Gemeinschaft in Kontakt mit dem nationalen Gesundheitssystem treten, so dass die Gesundheitsversorgung so nahe wie möglich an Wohnort und Arbeitsplatz der Menschen gerückt wird, und stellt das erste Element eines kontinuierlichen Prozesses der Gesundheitsversorgung dar (WHO 1978).